# Pleasure Little Treasure
Zasugerowano, aby zintegrować ten artykuł z artykułem Never Let Me Down Again. Nie opisano powodu propozycji integracji.
"Pleasure, Little Treasure" – singel grupy Depeche Mode; wydany tylko we Francji i Hiszpanii. Nagrań live dokonano podczas sto pierwszego koncertu trasy Music for the Masses Tour w Rose Bowl w Pasadenie (USA) – 18 czerwca 1988.

## Wydany w krajach
- Francja (7", 12")
- Hiszpania (7")

## Informacje
- Nagrano w 1987
- Produkcja Depeche Mode, David Bascombe, Daniel Miller
- Teksty i muzyka Martin Lee Gore

## WydaniaVirginna Francję
- SA1246 wydany 1989
  1. Pleasure Little Treasure (live) – 4:38
  2. Pleasure Little Treasure (live) – 4:38

- SA3116 wydany 1989
  1. Pleasure Little Treasure (live) – 4:38
  2. Pleasure Little Treasure (Join Mix) – 4:50
  3. Pleasure Little Treasure (Glitter Mix) – 5:33

## Twórcy
- David Gahan - wokale główne, sampler
- Martin Gore - gitara, chórki, sampler
- Andrew Fletcher - syntezator, sampler
- Alan Wilder - syntezator, automat perkusyjny, sampler